# Мьелке, Филип
Фи́лип Мье́лке (словац. Filip Mielke; 9 апреля 2005) — словацкий футболист, защитник клуба «Железиарне» и молодёжной сборной Словакии.

## Клубная карьера
Мьелке является воспитанником клуба «Железиарне», где прошёл подготовку в молодёжных командах. Впервые в заявку основной команды он был включён в 2022 году, а дебют в высшей лиге состоялся 11 марта 2023 года в матче против «Дуклы».
В сезоне 2023/24 Филип всё чаще начал получать игровое время в чемпионате и национальном кубке. Помимо этого, регулярно выступал за молодёжную команду клуба. В начале сезона 2024/25 он уже успел выйти на поле в стартовом составе в нескольких матчах Словацкой Суперлиги.

## Карьера в сборной
На международной арене Мильке представлял Словакию в юношеских сборных. За команду до 17 лет он провёл 5 матчей, позже был вызван в сборную до 19 лет, где принял участие в квалификационных играх к юношескому чемпионату Европы.
4 июня 2025 года был включен в окончательную заявку молодёжной сборной на молодёжный чемпионат Европы 2025.